# Net Yaroze

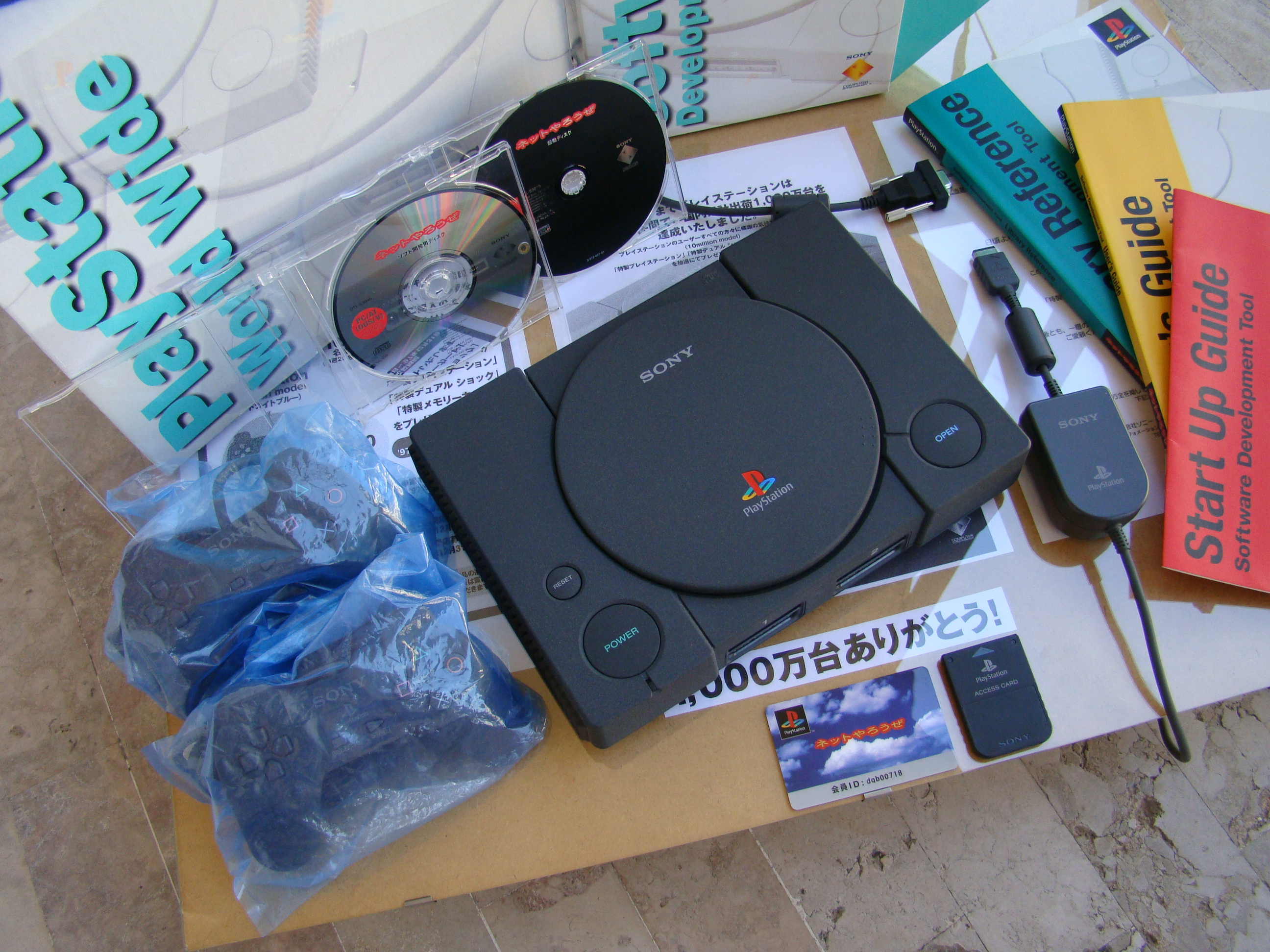
Sony Net Yaroze med utvecklingskit

Net Yaroze är en specialutgåva av Playstation. Denna version släpptes år 1997 och är speciellt framtagen för att användas som utvecklingskit för spelutvecklare.
Det finns tre olika versioner, en för Japan (DTL-H3000), en för Nordamerika (DTL-H3001), och en för Europa och Australien (DTL-H3002). 